# So lang’ man Träume noch leben kann
So lang’ man Träume noch leben kann ist ein Lied der deutschen Pop-Rockband Münchener Freiheit, das in zwei Versionen veröffentlicht wurde. Es erschien am 23. Oktober 1987 als Single in einer Aufnahme mit dem London Symphony Orchestra. Auf dem ein halbes Jahr später veröffentlichten Album Fantasie ist es in einer Version ohne Orchester-Arrangement und mit dem Zusatz „Version 2“ betitelt. Das Lied erreichte Platz zwei in den deutschen Charts – womit es nach Ohne dich (schlaf ich heut Nacht nicht ein) die am zweithöchsten platzierte Single der Band ist – sowie Platz 17 in der Schweiz.

## Geschichte
Das Lied wurde von Stefan Zauner und Aron Strobel geschrieben. Eingespielt wurde es mit dem London Symphony Orchestra in den Weryton Studios, den Abbey Road Studios und den Far Studios. Dirigent war Andrew Powell, der das Stück auch gemeinsam mit Zauner und Strobel arrangierte. Bei den Aufnahmen wirkten zudem die Jackson Singers mit.
Das Lied erschien auch als 6:58 Minuten dauernde Langversion. Die Band spielte 1988 als „Freiheit“ auch eine englischsprachige Coverversion unter dem Titel Keeping the Dream Alive ein. Auch veröffentlichte das London Symphony Orchestra 1989 eine eigene Version. Die Münchener Freiheit trat mit der Single-Version zweimal bei Viktor Worms in der ZDF-Hitparade auf, am 13. Januar 1988 (Platz zwei) und am 10. Februar 1988 (Platz eins) (siehe auch ZDF-Hitparade/Episodenliste).

## Text
Der Liedtext der Ballade schildert die Wiederbegegnung eines getrennten Paars nach längerer Zeit und die Möglichkeit, dass dieses wieder zusammenfinden könnte. Im Refrain wird gesungen: „Versuchen wir es wieder – so lang’ man Träume noch leben kann“.

## Musik
Der Song beginnt mit einem Intro aus hohen Streichern des London Symphony Orchestra. Schließlich setzt in der Strophe die Band mit einem langsamen Rhythmus ein. Zum Schluss dominiert wieder das Orchester, das gemeinsam mit den Hintergrundsängern ein monumentales Finale spielt. Das Lied weist zu Beginn des Refrains in der Melodieführung einige Ähnlichkeiten mit dem Song All Through the Night von Cyndi Lauper aus dem Jahr 1983 auf – jedoch sind Tonart und das sonstige Lied vollkommen unterschiedlich.

## Musikvideo
Das offizielle Musikvideo zeigt die Gruppe in hellen Anzügen, wie sie das Stück vor den Orchestermusikern sowie in einem Bühnensetting mit vielen Kerzen spielt und singt. Aron Strobel ist tanzend mit einer jungen Frau zu sehen.

## Coverversionen
Coverversionen existieren u. a. von Erkan Aki (2001), der Blassportgruppe (2010), Adoro (2012) und Annett Louisan bzw. Heinz Rudolf Kunze (beide 2016). Die englischsprachige Songversion Keeping the Dream Alive wurde u. a. von Kim Wilde (2013), The Fizz (2018, Weihnachtsalbum Christmas with The Fizz) und Björn Again (2019) gecovert.

## Titelliste (Maxi-Single)
Seite A
1. So lang’ man Träume noch leben kann (Lange Version) – 6:58

Seite B
1. So lang’ man Träume noch leben kann (Instrumental-Version) – 4:14
2. So lang’ man Träume noch leben kann (Single-Version) – 4:14